# Boeing C-135 Stratolifter

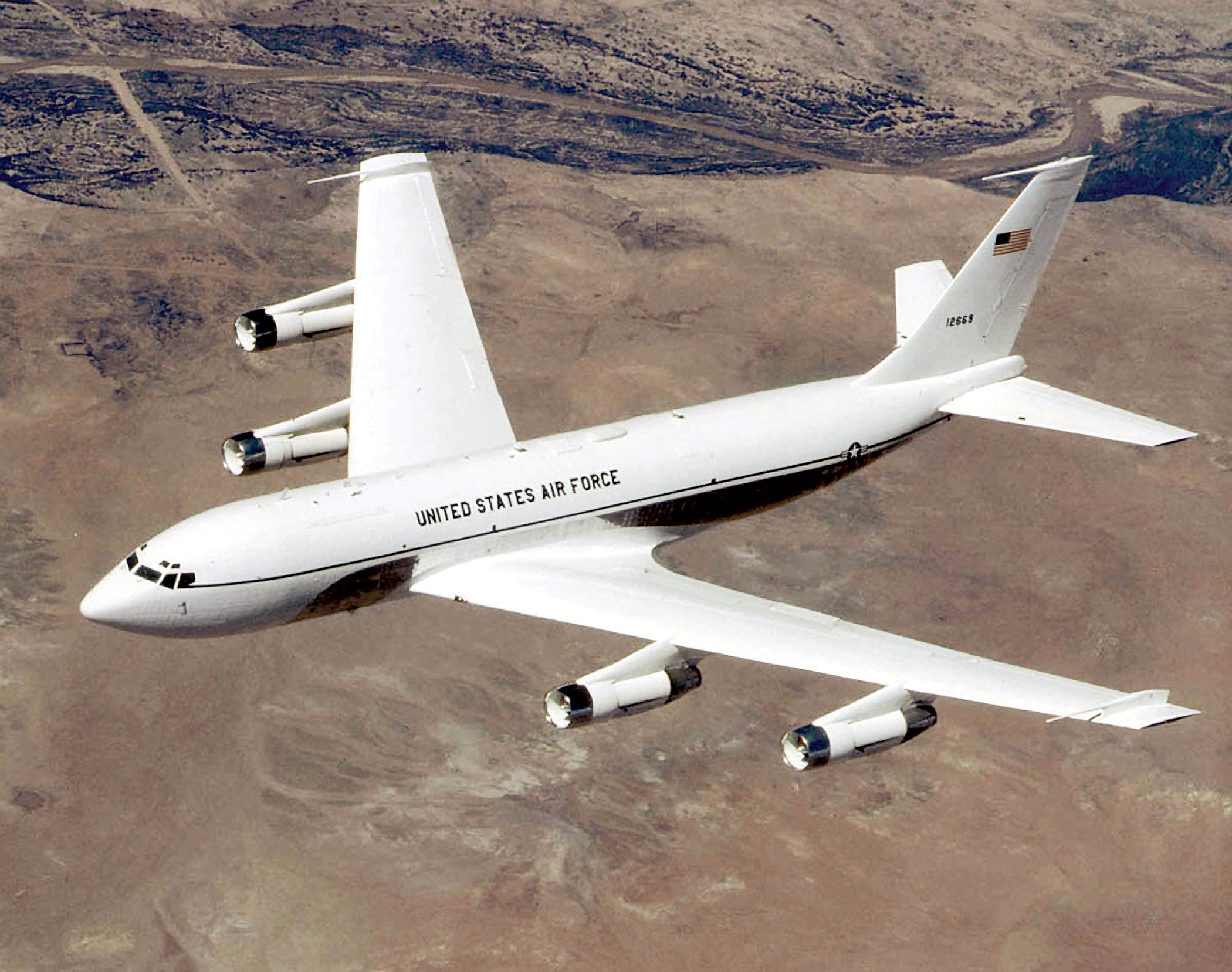
C-135 Speckled Trout (registratie: 61-2669)

De Boeing C-135 Stratolifter is een transportvliegtuig, afgeleid van Boeings prototype Boeing 367-80 (ook de basis voor de 707) van begin jaren vijftig. Sinds de bouw van het eerste toestel in augustus 1956 maakt de C-135 een vast onderdeel uit van de US Air Force. De Boeing C-135 wordt onder andere als tankvliegtuig gebruikt.
Het grootste deel van de 820 gebouwde vliegtuigen werden afgeleverd als KC-135A Stratotankers voor het bijtanken in de lucht. Toch hebben ook deze toestellen vele andere taken uitgevoerd zoals transport en speciale operaties. 45 toestellen werden afgeleverd als C-135A of C-135B transportvliegtuigen, zonder de onderdelen voor het bijtanken in de lucht. 
Er zijn 15 C-135A's, aangedreven door Pratt & Whitney J57-turbojets, gebouwd. Deze zijn later bijna allemaal opgewaardeerd met Pratt & Whitney TF33 turbofan-motoren en een aangepast stabilo en werden daarna C-135E genoemd. Er zijn 30 C-135B's gebouwd, die al vanaf begin af aan de TF33-motoren en een aangepast stabilo hadden. De C-135C-aanduiding slaat op drie WC-135B-weervliegtuigen, die weer aangepast zijn tot transportvliegtuig. De meeste overige C-135B's zijn omgebouwd tot veel verschillende speciale varianten binnen de USAF.
Al zijn de overige C-135's in gebruik voor het transport van hoge militaire leiders en andere hoge lieden, doet de C-135C communicatievliegtuig dienst als een vliegend testbed voor opkomende technologieën. Tests met het vliegtuig hebben de mogelijkheid aangetoond van precies aanvliegen met behulp van GPS. 

## Varianten
- Boeing EC-135 Looking Glass
- EC-135 E Advanced Range Instrumentation Aircraft - ARIA
- KC-135 Stratotanker
- OC-135 Open Skies
- RC-135 Rivet Joint
- WC-135 Constant Phoenix